# Tocachi
Tocachi ist eine Ortschaft und eine Parroquia rural („ländliches Kirchspiel“) im Kanton Pedro Moncayo der ecuadorianischen Provinz Pichincha. Die Parroquia Tocachi besitzt eine Fläche von 95,66 km². Die Einwohnerzahl lag im Jahr 2010 bei 1985. Für 2015 wurde die Einwohnerzahl auf 2316 geschätzt.

## Lage
Die Parroquia Tocachi liegt in den Anden im äußersten Norden der Provinz Pichincha. Das Verwaltungsgebiet besitzt eine Längsausdehnung in Nord-Süd-Richtung von 18,5 km sowie eine mittlere Breite von 5 km. Es reicht im Norden bis zu den Vulkanen Fuya-Fuya (4279 m) und Mojanda mit dem Kratersee Laguna de Mojanda. Der Río Pisque, ein rechter Nebenfluss des Río Guayllabamba, fließt entlang der südlichen Verwaltungsgrenze nach Westen. Der 2950 m hoch gelegene Hauptort befindet sich 7,5 km westlich vom Kantonshauptort Tabacundo. Die Fernstraße E28B (Quito–Cayambe) durchquert den äußersten Süden der Parroquia.
Die Parroquia Tocachi grenzt im Osten an die Parroquia La Esperanza, im Süden an die Parroquias Otón und Santa Rosa de Cuzubamba (beide im Kanton Cayambe) sowie Guayllabamba (Kanton Quito), im Westen an die Parroquia Malchinguí, im äußersten Nordwesten an die Parroquia Atahualpa (Kanton Quito) sowie im äußersten Nordosten an das Municipio Otavalo (Provinz Imbabura, Kanton Otavalo).

## Geschichte
Die Parroquia Tocachi wurde am 17. Mai 1851 im Kanton Cayambe gegründet.